# (3708) Soco
(3708) Soco  es un asteroide que forma parte de los asteroides troyanos de Júpiter y fue descubierto el 21 de marzo de 1974 por el equipo de la Universidad de Chile desde la Estación Astronómica de Cerro El Roble, Chile.

## Características orbitales
Soco orbita a una distancia media del Sol de 5,215 ua, pudiendo alejarse hasta 6,045 ua y acercarse hasta 4,386 ua. Su excentricidad es 0,1591 y la inclinación orbital 13,37 grados. Emplea en completar una órbita alrededor del Sol 4350 días.

## Características físicas
La magnitud absoluta de Soco es 9,2. Emplea 6,553 horas en completar una vuelta sobre su eje y tiene 79,59 km de diámetro. Se estima su albedo en 0,0531.